# Le Schtroumpf sauvage
Le Schtroumpf sauvage est le dix-neuvième album et la quatre-vingt-deuxième histoire de la série de bande dessinée Les Schtroumpfs originellement créée par Peyo. Publié en 1998 aux éditions Le Lombard, l'album est scénarisé par Luc Parthoens et Thierry Culliford et illustré par Alain Maury.

## Résumé
C'est la fin de l'été, et il fait chaud au Pays des Schtroumpfs. Un incendie se déclare dans la forêt. Pour l'éteindre, le Grand Schtroumpf n'a d'autre choix que de détruire le barrage pour inonder la forêt. Mais en conséquence, le village est ravagé et, plus grave, les réserves de nourriture sont perdues. Le Grand Schtroumpf décide alors de refaire les provisions pour que tous les Schtroumpfs ne meurent pas de faim. Ils se mettent au travail dans la partie nord de la forêt, épargnée par l'incendie. Mais les Schtroumpfs sont effrayés par ce coin de la forêt où ils ne vont pas d'habitude. Rapidement, il apparaît que quelqu'un les épie. Un cri jaillit de nulle part et le Schtroumpf gourmand est terrorisé par quelque chose dans les buissons. Mais une autre désagréable surprise attend les Schtroumpfs à leur retour : pendant leur absence, Gargamel a trouvé le village. Heureusement, en le voyant dévasté, il l'a cru abandonné et est reparti.
Alors que l'hiver s'est bien installé, des vols sont signalés dans la réserve. Les trois Schtroumpfs qui constatent l'effraction sont attaqués par une étrange créature qui parvient à s'enfuir. Le Grand Schtroumpf demande au Schtroumpf bricoleur d'installer un piège qui s'active dès la nuit suivante. Tout le monde accourt et découvre que le voleur est un Schtroumpf inconnu, seulement vêtu de mousse et de feuilles, qui parvient à s'échapper.
Le Grand Schtroumpf finit par comprendre qu'il s'agit en fait d'un bébé Schtroumpf perdu par la cigogne qui l'apportait il y a des années de cela. Il part en expédition avec le Schtroumpf à lunettes, la Schtroumpfette et le Schtroumpf gourmand. Tous découvrent que le Schtroumpf sauvage a survécu pendant tout ce temps, recueilli par une famille d'écureuils. Soudain, un bébé écureuil tombe dans la rivière et le Schtroumpf sauvage plonge pour le sauver, mais tous deux sont emportés par le courant, avant d'être sauvés par le Schtroumpf à lunettes, qui voulait seulement rattraper son écharpe. Parvenant à établir le contact, le Grand Schtroumpf propose au Schtroumpf sauvage et à ses amis de venir au village. Les Schtroumpfs se mettent alors en devoir de tenter de civiliser le Schtroumpf sauvage, avec plus ou moins de succès...
Le printemps revient et, avec lui, Gargamel, toujours à la recherche de gibier. Alors que le Schtroumpf sauvage se promène avec la Schtroumpfette, tous deux sont surpris par le sorcier, lequel capture le Schtroumpf sauvage, qui lui échappe en le mordant. La Schtroumpfette donne l'alerte et les Schtroumpfs ont tout juste le temps de se cacher dans la forêt. Gargamel, son coup manqué, jure de revenir tous les jours (la forêt n'a pas assez repoussé pour lui barrer le chemin). Les habitants du village s'installent donc dans la forêt, découvrant les joies de la vie sauvage avec leur nouvel ami. Au bout de quelque temps, déçu de ne trouver toujours personne, Gargamel décide de se déguiser en souche d'arbre pour tendre un piège. Il parvient ainsi à surprendre le Schtroumpf à lunettes, qui est sauvé par le Schtroumpf sauvage. Le sorcier, furieux, se lance à la poursuite de ce nouveau Schtroumpf, ce qui lui vaut de tomber sur une patrouille du bailli d'un village proche. Ce dernier, devant l'apparence étrange et les explications embrouillées de Gargamel, le fait enfermer dans un asile dont il ne sortira que lorsque la forêt aura assez repoussé pour qu'il ne puisse plus trouver le chemin du village Schtroumpf. La menace étant écartée, les Schtroumpfs rentrent chez eux. Le Schtroumpf sauvage décide de rester dans la forêt.

## Autour de l'album
Le Schtroumpf sauvage est une référence directe au personnage de Tarzan, crée dans le roman éponyme par Edgar Rice Burroughs. En effet les deux personnages ont en commun les mêmes caractéristiques principales : enfant disparu dans la forêt et élevé par des animaux loin de ses congénères, difficulté à apprendre le langage qui est "normalement" sa langue maternelle, agilité exceptionnelle dans les arbres, tenue vestimentaire, etc.